# Етьєн Паскаль
Етьє́н Паска́ль (фр. Étienne Pascal; 2 травня 1588, Клермон-Ферран, Французьке королівство — 24 вересня 1651, Париж) — французький чиновник, юрист, математик, батько відомого науковця Блеза Паскаля.

## Біографія

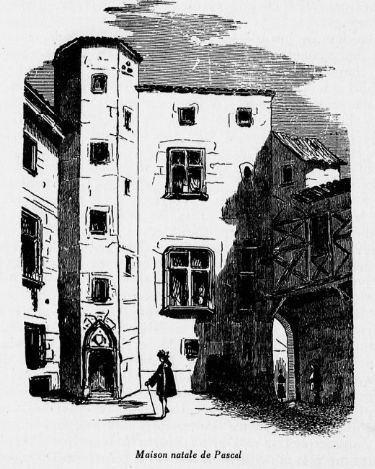
Будинок, у якому мешкало сімейство Паскалів у Клермоні

Народився у сім'ї казначея Франції Мартіна Паскаля і Маргарити Паскаль де Монс.
З 1608 року навчався на юридичному факультеті у Сорбонні, де здобув у 1610 році диплом юриста. Того ж року він повернувся до Клермона та обійняв посаду радника у Нижній Оверні — районі, прилеглому до Клермона.
У 1616 році у віці 28 років оженився на двадцятирічній Антуанетті Бегон (1596—1626), дочці сенешаля. У подружжя народилось четверо дітей. Старша дочка, Антуанетта, з'явилась на світ у грудні 1617 року й померла через декілька днів, не доживши навіть до свого хрещення. У січні 1620 року народилась Жильберта, у червні 1623 року — син Блез, а у жовтні 1625 — дочка Жаклін (1625—1661).
Антуанетта Бегон померла у 1626 році. Після її смерті Етьєн більше не вступав у шлюб й виховував дітей сам.
Служив податковим чиновником, юристом і вважався багатим представником дворянства мантії).
У 1631 году, через п'ять років після смерті дружини, Етьєн Паскаль перебрався з дітьми до Парижа. Після прибуття в столицю сім'я незабаром найняла покоївкою Луїзу Дельфах, яка в згодом стала фактично членом родини.

## Наукова діяльність
Етьєн Паскаль цікавився наукою й математикою, зокрема, та був членом гуртка Мерсенна. За дорученням кардинала Рішельє у 1634 році увійшов до наукового комітету (у якому також були математики П'єр Ерігон та Клод Мідорж), створеного для оцінювання практичної застосовності способу визначення довготи за рухом Місяця, запропонованого Жаном-Батістом Мореном.
Етьєн Паскаль вивчав властивості плоскої геометричної фігури (алгебричної кривої 4-го порядку), яку на його честь назвали за його іменем равликом Паскаля.